# Flavius Nevitta
Flavius Nevitta est un général et politicien de l'Empire romain du IVe siècle d'origine barbare. Il servit l'empereur Julien et fut nommé par lui consul en 362.
Il participe en 363 à la campagne de Julien en Perse. Après la mort de Julien, il s'oppose avec d'autres officiers ayant servi Julien en Gaule aux anciens partisans de Constance II pour désigner un nouvel empereur.
Selon des analyses contemporaines, il pourrait être identifié à l'un des rédacteurs de la loi salique mentionnés par un prologue rédigé au VIe siècle.

## Biographie

### Origines
Nevitta serait né dans une famille gothique ou franque,,. Ammien Marcellin, qui ne mentionne que son origine barbare, affirme que Nevitta n'est pas issu d'un milieu noble (« nec splendore »). L'historien, qui fut membre de la garde rapprochée de l'empereur Julien, les protecteurs domestiques, le décrit comme « un individu qui manquait d'éducation, un être quasi inculte », cruel et sans expérience politique,.
Ammien ne dit rien de la religion qu'il professait, mais sa proximité avec Julien pourrait donner à penser qu'il partageait son paganisme.

### Carrière

#### Engagement dans l'armée romaine
Les conditions de l'engagement de Nevitta dans l'armée romaine ne sont pas connues mais des campagnes de recrutement menées auprès de tribus barbares et l'incorporation de prisonniers de guerre dans les troupes impériales sont établies historiquement. Nevitta, qui ne semble pas avoir été dans ce dernier cas, aurait pu rejoindre la militia armata par intérêt pour la condition de mercenaire à l'instar d'autres officiers d'origine barbare comme Arbitio ou Gaïnas.
Ammien relate avec précision la carrière de Nevitta. Celui-ci sert d'abord comme praepositus de cavalerie en Rhétie en 358 lors de la campagne contre les Alamans. L'historien mentionne sa belle conduite sous les ordres de Barbatio, malgré le peu d'estime qu'il lui porte.

#### Carrière sous Julien

##### Magister equitum et consul
Nevitta est membre de l'état-major de Julien avec d'autres officiers d'origine barbare. En 360, l'élévation à la pourpre de Julien par ses troupes à Lutèce, et le refus de Constance II de le reconnaître comme Auguste, provoque les prémisses d'une guerre civile. Lorsque Julien décide de faire marcher ses troupes à la rencontre de celle de l'empereur à l'Est, il confie à Nevitta le commandement d'un contingent de 10 000 hommes chargé de longer les Alpes et de traverser la Rhétie et le Norique. Ses troupes s'emparent de Sirmium, puis s'établissent en garnison au pas de Sucques, un col stratégique des monts Hémus situés dans le Nord des Balkans à proximité de Constantinople.
Après la mort impromptue de Constance à Tarse en novembre 361, Julien devient l'unique souverain de tout l'Empire. Il cherche à verrouiller les postes de pouvoir en plaçant ses plus fidèles partisans aux postes à responsabilité. Nevitta profite de cette situation et connaît une ascension rapide. Il est promu au rang de magister equitum - fonction qu'il occupe jusqu'en 363 ou en 364, puis consul pour l'année 362 avec Claudius Mamertinus. Julien prodigue aux deux nouveaux consuls de grandes marques d'estime - il partage avec eux sa litière impériale, sont désignés par des titres honorifiques par l'empereur - qui scandalisent certains membres de la cour qui y voient une marque insupportable d'abaissement de la dignité impériale.
Nevitta participe en tant que consul au tribunal présidé par Arbitio, mis en place par le nouvel empereur à Chalcédoine pour juger les partisans de Constance II.

##### Campagne de Julien en Perse
Nevitta participe en 363 à la désastreuse campagne de Julien en Perse en 363. Durant l'expédition, il commande l'aile droite et conduit avec Dagalaiphus le siège de Maiozamalcha. Durant la bataille de Ctésiphon, il commande les travaux du siège.
Après la bataille de Samarra et la mort de Jullien, à la fin du mois de juin de cette année, il participe aux délibérations qui se tiennent le lendemain pour désigner le successeur de l'empereur. Nevitta se range aux côtés des autres officiers probablement païens ayant accompagné Julien en Gaule et notamment de Dagalaiphus pour tenter de faire élire l'un des leurs. Ensemble, ils s'opposent aux anciens partisans de Constance II parmi lesquels se trouvent les officiers chrétiens Arinthaeus et Victor. Après s'être accordés sur le choix du préfet du prétoire Salutius, qui refuse d'être élevé à la pourpre, les officiers de Julien finissent par désigner Jovien, un officier chrétien qui négocie quelques jours plus tard un traité de paix humiliant avec les Sassanides.
Nevitta n'est plus mentionné sous les règnes de Jovien, de Valentinien Ier et de Valens, ce qui pourrait signifier sa mise à l'écart.

## Dans la tradition franque
L'historien Jean-Pierre Poly a identifié Nevitta comme l'un des quatre grands personnages francs à l'origine de la rédaction de la loi salique mentionnés par un prologue datant du VIe siècle ajouté au texte : Widogastus (Nevitta), Wisogastus (Gaiso), Arogastus (Arbogast) et Salegastus (Salia). À l’initiative de l’usurpateur Magnence, ceux-ci auraient conçu une loi pour les Francs dans les années 350-353, approuvées lors de trois assemblées tenues en Toxandrie sur la rive gauche du Rhin,.
L'implication de Nevitta dans la rédaction de la loi salique est jugée peu vraisemblable par d'autres historiens, qui soulignent les dates différentes d'activité de ces quatre chefs militaires (entre les années 350 pour Salia et Gaiso et 380-390 pour Arbogast) et remettent en cause une origine aussi précoce de la loi salique.